# Panoz Esperante GT LM
La Panoz Esperante GT LM è un'autovettura da corsa sviluppata nel 2004.

## Sviluppo
La GT LM era un'evoluzione della precedente Esperante stradale. Essa integra una nuova linea aerodinamica migliorata con numerose appendici aerodinamiche e un nuovo propulsore V8 Ford 5.0 aspirato da 500 cv realizzato dalla Elan Motorsport. L'intera struttura della vettura è stata alleggerita per contenere il peso complessivo.

## Attività sportiva
La vettura venne inizialmente iscritta all'ALMS nella stagione 2004 e debuttò nella seconda prova del campionato svoltasi sul circuito di Mid Ohio. Fu in terza posizione dietro le Porsche per buona parte delle gare prima di essere costretta al ritiro. Il resto della stagione fu usato dal team Panoz per affinare le prestazioni della macchina.
Nel 2005 la GT LM venne nuovamente iscritta all'American Le Mans Series ed ottenne la vittoria di classe nel secondo gran premio svoltosi presso l'autodromo di Atlanta. Il resto della stagione non andò però bene dal momento che le Panoz soffrivano di diversi problemi di affidabilità. Problemi che si riscontrarono anche alla 24 ore di Le Mans e che costrinsero al ritiro le auto dopo una gara molto agguerrita.
Nel 2006 tre GT LM vennero affidate al team privato LNT, il quale le portò in pista per la prima volta alla 12 ore di Sebring. Nello stesso anno una delle due vetture venne schierata alla 24 ore di Le Mans assieme ad un'altra Esperante del team Works/Multimatic. Quest'ultima si ritirò nella parte iniziale della gara, mentre l'auto della LNT riuscì a conquistare la prestigiosa vittoria di classe.